# 27320 Vellinga
27320 Vellinga è un asteroide della fascia principale. Scoperto nel 2000, presenta un'orbita caratterizzata da un semiasse maggiore pari a 2,3875639 UA e da un'eccentricità di 0,1348254, inclinata di 0,63553° rispetto all'eclittica.